# Ankang
Ankang (egyszerűsített kínai írással: 安康市, pinjin: Ānkāng) prefektúra szintű város Kínában, Senhszi tartományban. Lakosainak száma 2 493 436 fő (2020).

## Népesség
| 2010 | 2 629 906 |
| 2020 | 2 493 436 |